# Église Saint-Nicolas d'Eupen
L’église Saint-Nicolas est un édifice religieux catholique sis au centre de la ville d’Eupen en Belgique, une ville importante de la région germanophone de Belgique. Une chapelle Saint-Nicolas du XIIIe siècle est remplacée par une église gothique au XVe siècle. Reconstruite et agrandie au XVIIIe siècle l’église est le lieu de culte de la communauté catholique d’Eupen.  

## Histoire
Un document datant de 1213 mentionne une chapelle Saint-Nicolas (évêque de Myre), à Eupen. La chapelle est remplacée au cours des XIVe et XVe siècles par une modeste église gothique.
Les drapiers prospères d’Eupen considèrent cette église comme peu digne de leur statut socio-économique florissant. Aussi un nouvel édifice est-il construit entre 1720 et 1726, pour lequel on fit appel à l’architecte aixois Laurent Mefferdatis. L’édifice religieux est consacré et ouvert au culte en 1729.
A la fin du XIXe siècle on souhaite donner à la façade un aspect plus monumental. Le clocher de l’ancienne église, transformé et surélevé, devient la tour de droite du nouvel édifice. A gauche une seconde tour, construite à l’identique, est édifiée. Entre les deux une façade dont le portail (de l’église de 1724) est surmonté des statues des trois saints: Nicolas, Lambert (évêque de Liège) et …(?) Le maître d’œuvre en est l’architecte Lambert von Fisenne (1852-1903) qui réalise les travaux en 1897-1898. 

## Description

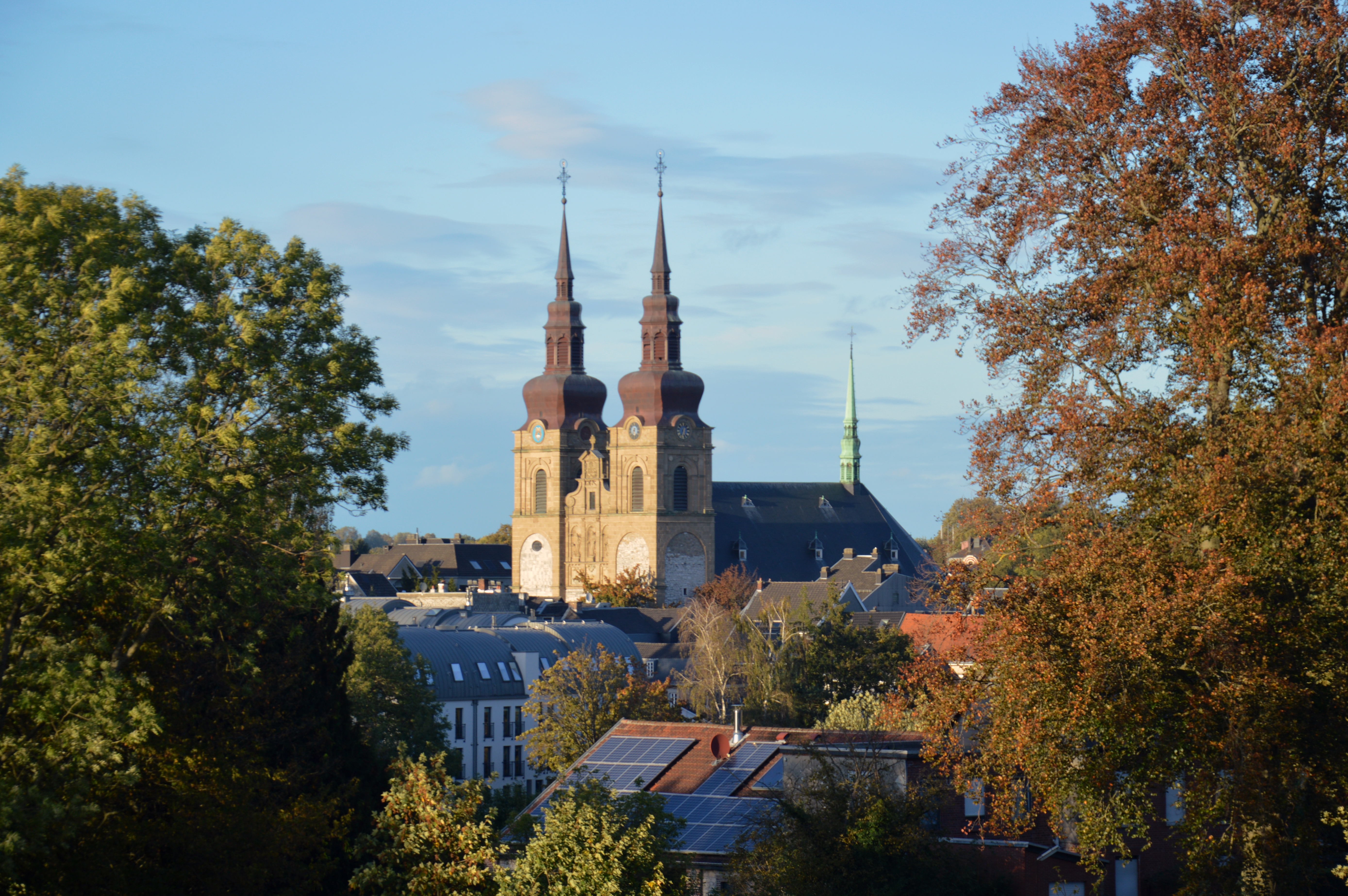
Vue du sud

L’église Saint-Nicolas est de type ‘église-halle’, sans transept ni déambulatoire. La nef est faite de pierres brutes provenant en partie de l’ancienne église. Les fenêtres sont élevées et en plein cintre avec encadrement en pierres de taille. Le sanctuaire est à sept pans et surmonté d’un pinacle avec clocheton. 
Les plafonds sont décorés de stuc. Les colonnes des travées sont cylindriques. L’ensemble est de style baroque.

## Patrimoine
- Le maître autel date de 1740. Il est surmonté des statues en bois peint des saints Nicolas et Lambert. Les deux autels latéraux datent de 1770.
- La chaire de vérité date de 1730, les confessionnaux sont de la même époque.
- L’orgue est œuvre du facteur d’orgue liégeois Guillaume Robustelly. Il fut construit en 1760-1762.

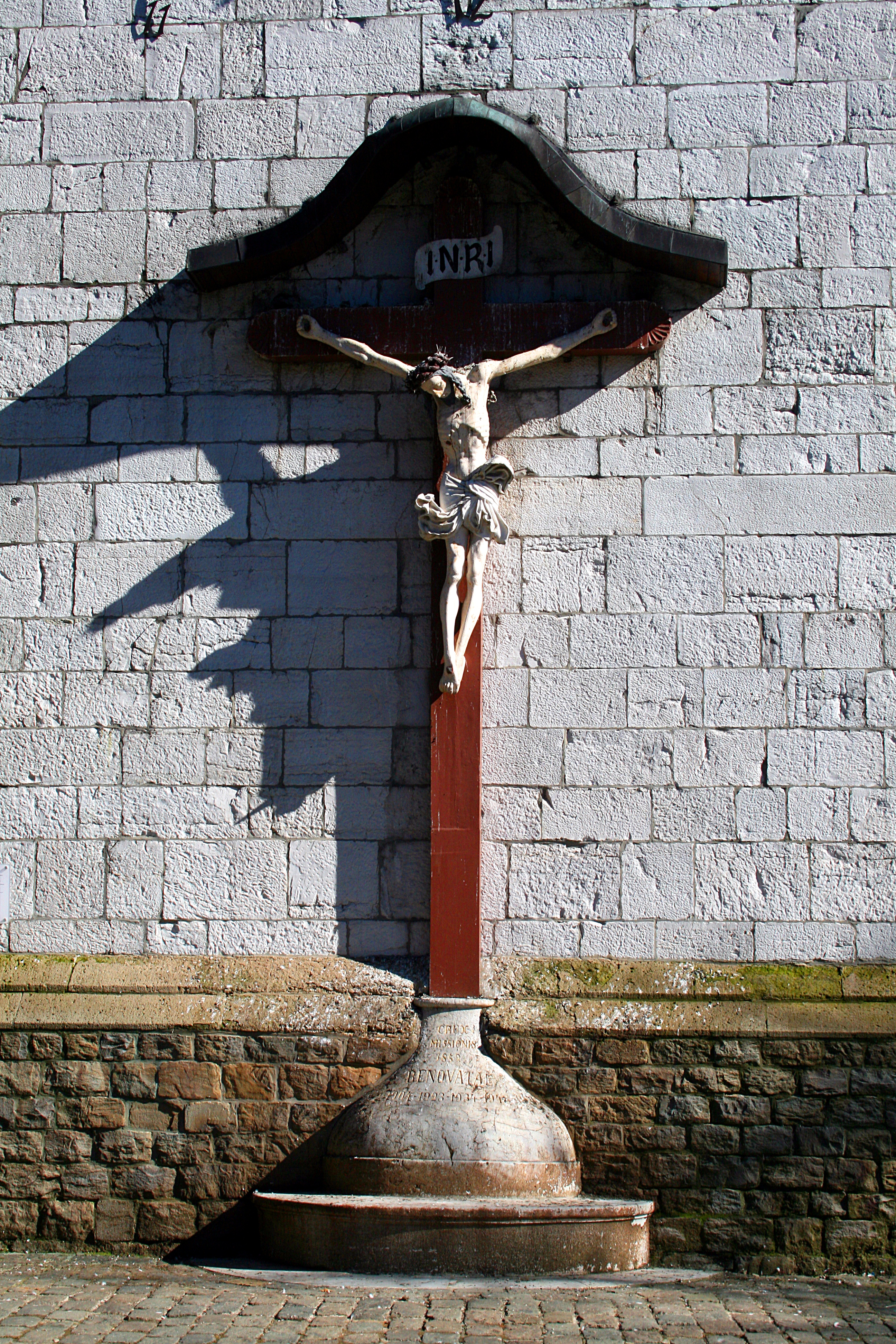
Christ en Croix (1852), au pied de la tour de gauche de l'édifice